# Ørland
Ørland este o comună din provincia Sør-Trøndelag, Norvegia.